# Шахівська сільська рада (Росія)
Ша́хівська сільська рада (рос. Шаховский сельский совет) — сільське поселення у складі Павловського району Алтайського краю Росії.
Адміністративний центр та єдиний населений пункт — село Шахи.

## Населення
Населення — 1742 особи (2019; 1559 в 2010, 1341 у 2002).